# Елейцино
Елейцино — деревня в Весьегонском муниципальном округе Тверской области.

## География
Деревня находится в северо-восточной части Тверской области на расстоянии приблизительно 20 км на запад-северо-запад по прямой от районного центра города Весьегонск.

## История
Известна с 1628-30 годов как пустошь Илейцино. К 1628 году в пустоши насчитывалось 4 пустых крестьянских двора. В 1713 году уже деревня, поместье капитана Афанасиея Родионовича Рыкунова. Дворов было 3 (1859), 9 (1889), 12 (1931), 25 (1963), 14 (1993), 16 (2008),. До 2019 года входила в состав Ёгонского сельского поселения до упразднения последнего.

## Население
Численность населения: 19 человек (1859), 46 (1889), 66 (1931), 58 (1963), 29 (1993), 21 (русские 100 %) в 2002 году, 19 в 2010, 0 (2017).